# Antigua Comisaría de Simón Abril
La Antigua Comisaría de Simón Abril es un emblemático edificio del primer tercio del siglo XX situado en la ciudad española de Albacete.

## Historia
El edificio fue construido en 1929 en el paseo Simón Abril de la capital albaceteña, en pleno Centro, frente al parque Abelardo Sánchez, por obra del arquitecto Francisco Fernández Molina.
Hasta 2007, albergó la Comisaría Provincial de la Policía Nacional en Albacete hasta la construcción de su nueva sede en el Puente de Madera.
El edificio está siendo objeto de un proceso de rehabilitación, que se encuentra en fase de redacción de proyecto de ejecución, cofinanciado por el Fondo Europeo de Desarrollo Regional en el marco del Programa Operativo FEDER 2014-2020 Plurirregional de España, dentro del programa europeo EDUSI Albacete, con el que se busca tener un edificio rehabilitado y ampliado para acoger una biblioteca y espacios destinados a la participación ciudadana. Contará, entre otras instalaciones, con sala de exposiciones y salón de actos.

## Características
El edificio, de propiedad municipal, está catalogado y protegido. La arquitecta Elia Gutiérrez Mozo, en su libro El despertar de una ciudad. Albacete 1898-1936, lo describe del siguiente modo:

adopta el aire de sus contemporáneos en aquel lugar: aire propio de Ciudad Jardín, consagrada a la residencia y al ocio

Sobre el arquitecto:

interpreta esa invitación a lo pintoresco con una respuesta muy personal que, digámoslo de partida, se atiene a ello más en los detalles ornamentales que en las pautas de la composición

Además de la torrecilla, destacan:

los alféizares primorosos, los montantes exquisitamente originales (incluso en los tragaluces del semisotano), los parteluces de la galería de arquillos y los canecillos que se segregan el palomar de la torre, las rejerías y la carpintería